# Vetrece
A vetrece Erdélyből származó magyar étel, a tokány egy fajtája. 

## Története
A vetrece készítésének módját már a 16. században leírták. Gulyás vagy pörköltféle étel, mely a tokányhoz hasonlít legjobban. Marhahúsból készítik füstölt szalonnával és tejföllel. Tálalható például burgonyanudlival és rizzsel. Régebben a Debreceni Református Kollégium diákjai naponta kaptak egy cipót, melybe egy-két fillér ellenében, a vásári kofa tejfölt vagy vetrecét, sűrű, savanykás leveshez hasonló étket mért.